# Yasniel Toledo
Yasniel Toledo, född 15 september 1989, är en kubansk boxare som tog OS-brons i lättviktsboxning 2012 i London. 